# بشقاب من

تصویر راهنمای غذایی بشقاب من.

بشقاب من (انگلیسی: MyPlate)، راهنمای تغذیه‌ای منتشر شده توسط وزارت کشاورزی ایالات متحده آمریکا است که شامل تصویر نموداری دایره‌ای شکل است که نشان‌دهنده چیدمان میزی با یک بشقاب و لیوان بوده و به پنج گروه غذایی تقسیم‌بندی شده‌است. بشقاب من در ۲ ژوئن ۲۰۱۱ و پس از ۱۹ سال، جایگزین هرم غذایی در آمریکا شد.
بشقاب من به چند بخش شامل تقریباً ۳۰ درصد غلات، ۴۰ درصد سبزیجات، ۱۰ درصد میوه، ۲۰ درصد پروتئین و در کنار آن‌ها بخش کوچکی به عنوان لبنیات، شامل یک لیوان شیر یا یک فنجان ماست، تقسیم شده‌است.

## انتقادات
برخی معتقدند با توجه به اینکه پروتئین از سایر گروه های غذایی بیشتر در دسترس است و آمریکایی ها به طور متوسط قبلاً به اندازه کافی پروتئین مصرف نموده اند ،  بخش پروتئین غیرضروری است.  با این حال ، گوشت در هیچ یک از گروه های غذایی دیگر جای نمی گیرد. یک انتقاد دیگر این بود که نماد ها بسیار ساده بیان شده اند و فرصتی را برای توصیه های اضافی رژیم غذایی ، مانند تمایز بین پروتئین های سالم و ناسالم یا راهنمایی در مورد چربی های خوب و چربی های بد ، از دست می دهد.

## بشقاب هاروارد
دانشکده بهداشت عمومی دانشگاه هاروارد (HSPH) در پاسخ به انتقادات ، نسخه دقیق تری  ارائه نمود که آن را Harvard Healthy Eating Plate   نامید ،  در بشقاب ارائه شده  هاروارد ، نسبت سبزیجات به میوه ها بالاتر است و نسبت غلات کامل  و پروتئین های سالم برابر است ، همچنین روغن های سالم را به این توصیه اضافه می کند  و توصیه به مصرف بیشتر  آب و مصرف کمتر لبنیات و ورزش و تحرک مینماید 